# NEET Kunoichi to Nazeka Dōsei Hajimemashita
NEET Kunoichi to Nazeka Dōsei Hajimemashita (ニートくノ一となぜか同棲はじめました Nīto Kunoichi to Nazeka Dōsei Hajimemashita?), conocida como I'm Living with an Otaku NEET Kunoichi!? en inglés, es una serie de manga web japonesa con guion gráfico de Yakitomato y escrita e ilustrada por Kotatsu.
Kotatsu comenzó la publicación del manga en su cuenta de Twitter en enero de 2020, y comenzó a publicarlo en No. 9 Comic de Niconico Seiga en febrero de ese mismo año. ASCII Media Works comenzó a publicar los volúmenes impresos en agosto de 2021. 
Una adaptación de la serie al anime de Quad se estrenó el 5 de enero de 2025.

## Argumento
Un asalariado normal, Tsukasa, es atacado por un Youma y es galantemente salvado por la aparición de la genio kunoichi, Shizuri.
Sin embargo, cuando no está trabajando, se convierte en una otaku NEET… 

## Personajes
Shizuri Ideura (出浦 白津莉 Ideura Shizuri?)
 Seiyū: Hinaki Yano
Tsukasa Atsumi (安海 政 Atsumi Tsukasa?)
 Seiyū: Shōya Ishige
Ayame Momochi (百地 彩夢 Momochi Ayame?)
 Seiyū: Fairouz Ai
Hina Izumi (和泉 緋那 Izumi Hina?)
 Seiyū: Saya Aizawa
Kanna Natsumi (夏見 叶愛 Natsumi Kanna?)
 Seiyū: Hina Kino
Tōru Nakayama (中山透 Nakayama Tōru?)
 Seiyū: Shō Nogami
Himari Asakura (朝倉陽葵 Asakura Himari?)
 Seiyū: Manatsu Murakami
Saya Hazuki (葉月沙耶 Hazuki Saya?)
 Seiyū: Yui Horie
Narrador
 Seiyū: Shigeru Chiba

## Contenido de la obra

### Manga
Guionizada por Yakitomato y escrita e ilustrada por Kotatsu, NEET Kunoichi to Nazeka Dōsei Hajimemashita fue publicado por primera vez por Kotatsu en su cuenta de Twitter el 25 de enero de 2020; también ha sido publicado en No. 9 Comic de Niconico Seiga desde el 22 de febrero del mismo año. N.º 9 publicó el primer volumen digitalmente el 7 de agosto de 2020. Se han publicado diez volúmenes al 10 de marzo de 2023. ASCII Media Works comenzó a publicarlo en volúmenes impresos tankōbon el 27 de agosto de 2021. Se han publicado tres volúmenes al 27 de marzo de 2023.

### Anime
El 10 de febrero de 2024 se anunció que la serie recibiría una adaptación al anime. La serie esta producida por Quad, dirigida por Hisashi Saitō, con guiones de Takashi Aoshima, diseños de personajes de Masahiko Suzuki y música compuesta por CMJK.
Se estrenó el 5 de enero de 2025 en Tokyo MX, BS11, Sun TV, KBS y otras cadenas.
El tema de apertura es «Neet In Jam🍓», interpretado por REAL AKIBA BOYZ loves Shōko Nakagawa, un grupo formado por Nakagawa y la unidad de baile b-boy REAL AKIBA BOYZ, mientras que el tema de cierre es «NEETopia», interpretado por Hinaki Yano como su personaje Shizuri Ideura. Sentai Filmworks obtuvo la licencia de la serie en América del Norte, Australia y las islas británicas para su transmisión en HIDIVE.